# Sphaeralcea crispa
Sphaeralcea crispa là một loài thực vật có hoa trong họ Cẩm quỳ. Loài này được Hook. & Baker f. miêu tả khoa học đầu tiên năm 1893.